# 早田幸政
早田 幸政（はやた ゆきまさ、1953年- ）は、日本の教育行政学者、中央大学教授。

## 来歴
山口県生まれ。山口県立下関西高等学校卒、1977年中央大学法学部卒、1980年同大学院法学研究科博士前期課程修了。地方自治総合研究所常任研究員を経て、1985年大学基準協会に入局。2001年より大学評価・研究部長。2003年金沢大学大学教育開発・支援センター教授。2008年大阪大学大学教育実践センター教授、2012年同学評価・情報分析室教授。2014年中央大学理工学部教授。

## 著書
- 『大学評価システムと自己点検・評価 法制度的視点から』エイデル研究所 1997
- 『アメリカ公共政策大学院の認証評価システムと評価基準 NASPAAのアクレディテーションの検証を通して』公人の友社 地域ガバナンスシステム・シリーズ 2008
- 『入門法と憲法』ミネルヴァ書房 2014
- 『道徳教育の理論と指導法』エイデル研究所 2015
- 『教育制度論 教育行政・教育政策の動向をつかむ』ミネルヴァ書房 2016

### 共編著
- 『大学評価文献選集』大南正瑛,清水一彦共編著 エイデル研究所 2003
- 『国立大学法人化の衝撃と私大の挑戦』（編）清成忠男監修 エイデル研究所 2005
- 『よくわかる大学の認証評価 大学機関別認証評価篇』船戸高樹共編著 エイデル研究所 2007
- 『地域公共人材教育研修の社会的認証システム』富野暉一郎共編 日本評論社 地域公共人材叢書 2008
- 『高等教育論入門 大学教育のこれから』諸星裕,青野透共編著 ミネルヴァ書房 2010
- 『大学関係六法』編 エイデル研究所 2010
- 『大学のグローバル化と内部質保証 単位の実質化,授業改善,アウトカム評価』望月太郎共編著 晃洋書房 2012
- 『大学の質保証とは何か』編著 エイデル研究所 2015
- 『内部質保証システムと認証評価の新段階 大学基準協会「内部質保証ハンドブック」を読み解く』工藤潤共編著 エイデル研究所 2017

### 翻訳
- アメリカ北中部地区基準協会『アメリカ北中部地区基準協会の大学・カレッジ評価ハンドブック』紀伊国屋書店 1995
- 大学・カレッジ教育評価実例ハンドブック アメリカ北中部地区基準協会『自己評価と改善・改革に関する論集』より』エイデル研究所 2003

## 論文
- ＜早田幸政